# Sanda Stolojan
Sanda Stolojan, née Henriette Lucia Sanda Zamfirescu le 19 février 1919 à Bucarest et morte le 2 août 2005 dans le 5e arrondissement de Paris, est une poète, traductrice et écrivaine roumaine et une figure importante de la dissidence roumaine en exil.

## Biographie
Née dans une famille d'intellectuels, Sanda Stolojan a une éducation d'élite en Roumanie et dans d'autres pays européens où ses parents partent en mission diplomatique, entre autres l'Allemagne, la France et l'Italie. Elle finit le lycée à Paris en 1937, puis elle s'inscrit à la Faculté de Lettres à l’Université de Bucarest. Mariée en 1943 avec Vlad Stolojan Filipescu, elle essaye de quitter la Roumanie en 1949 avec lui pour partir à l'Ouest, mais ils sont capturés et condamnés à la prison pour le délit de préparation pour l'émigration illégale. Dans les années suivantes, ils sont tous les deux condamnées pour d'autres crimes et privés de leur maison par les autorités.
Sanda et Vlad Stolojan quittent définitivement la Roumanie en 1961 et s’installent à Paris. En France, Sanda fait des études à l'École des Hautes  Études Commerciales et elle travaille comme traductrice et interprète du roumain pour les Présidents français. Elle est aussi très active dans les activités de la dissidence anticommuniste roumaine en exil, notamment en tant que collaboratrice pour Radio Free Europe et présidente de la Ligue pour la défense des droits de l’homme en Roumanie (LDHR). Elle développe aussi une intense activité littéraire en tant qu'écrivaine, poète et fondatrice de la revue Les Cahiers de l'Est.
Dans les années 1990, à la suite de la chute du régime communiste roumain, elle revient dans son pays, mais sans jamais s'y réinstaller définitivement et elle participent à de nombreux entretiens, débats et conférences au sujet de l'exil roumain. Elle devient aussi membre honoraire de l'Institut national pour la mémoire de l'exil roumain (plus tard devenu l’Institut de recherche de crimes du communisme et de la mémoire de l’exil roumain).
Elle meurt le 2 août 2005 à Paris.

## Sélection d’œuvres
- Stolojan, Sanda (1994), Cu De Gaulle în România. Bucarest: Albatros.
- Stolojan, Sanda (1999), Au balcon de l'exil roumain à Paris : avec Cioran, Eugène Ionesco, Mircea Eliade, Vintila Horia, Paris, Montréal : l'Harmattan.
- Stolojan, Sanda (2001), La Roumanie revisitée : Journal 1990-1996, Paris, Montréal, Budapest : l'Harmattan.
- Stolojan, Sanda (2006), Sub semnul depărtării: Corespondență Constantin Noica – Sanda Stolojan, Bucarest : Humanitas.
- Stolojan, Sanda (2007), Amurg senin: Jurnal din exilul parizian 1997-2001, Bucharest: Humanitas.
- Stolojan, Sanda et Stolojan, Vlad (2009) Să nu plecăm toți odată: Amintiri din România anilor 1950, Bucarest : Humanitas.

### Archives
Les archives de Sanda Stolojan sont actuellement conservées en Roumanie dans les collections de l’Institut de recherche de crimes du communisme et de la mémoire de l’exil roumain. Les archives de la Ligue pour la défense des droits de l’homme en Roumanie, organisation dont elle fut la présidente, se trouvent actuellement à La contemporaine à Nanterre.